# Најс (Калифорнија)
Најс (енгл. Nice) насељено је место без административног статуса у америчкој савезној држави Калифорнија.

## Демографија
По попису из 2010. године број становника је 2.731, што је 222 (8,8%) становника више него 2000. године.
| Група             | 2000.         | 2010.         |
| Белци             | 2.068 (82,4%) | 2.009 (73,6%) |
| Афроамериканци    | 54 (2,2%)     | 65 (2,4%)     |
| Азијати           | 11 (0,4%)     | 42 (1,5%)     |
| Хиспаноамериканци | 217 (8,6%)    | 384 (14,1%)   |
| Укупно            | 2.509         | 2.731         |